# Хмель-Перший
Хмель-Перший (пол. Chmiel Pierwszy) — село в Польщі, у гміні Яблонна Люблінського повіту Люблінського воєводства.
Населення — 758 осіб (2011).

## Демографія
Демографічна структура станом на 31 березня 2011 року:
|          | Загалом | Допрацездатний вік | Працездатний вік | Постпрацездатний вік |
| -------- | ------- | ------------------ | ---------------- | -------------------- |
| Чоловіки | 372     | 79                 | 246              | 47                   |
| Жінки    | 386     | 57                 | 207              | 122                  |
| Разом    | 758     | 136                | 453              | 169                  |